# سام أندرو
سام أندرو (بالإنجليزية: Sam Andrew)‏ هو مغن مؤلف وعازف قيثارة ومغني وملحن أمريكي، ولد في 18 ديسمبر 1941 في تافت في الولايات المتحدة، وتوفي في 12 فبراير 2015 في سان فرانسيسكو في الولايات المتحدة.

## وصلات خارجية
- سام أندرو على موقع ميوزك برينز (الإنجليزية)
- سام أندرو على موقع قاعدة بيانات برودواي على الإنترنت (الإنجليزية)
- سام أندرو على موقع أول ميوزيك (الإنجليزية)
- سام أندرو على موقع ديسكوغز (الإنجليزية)